# Schukri al-Quwatli

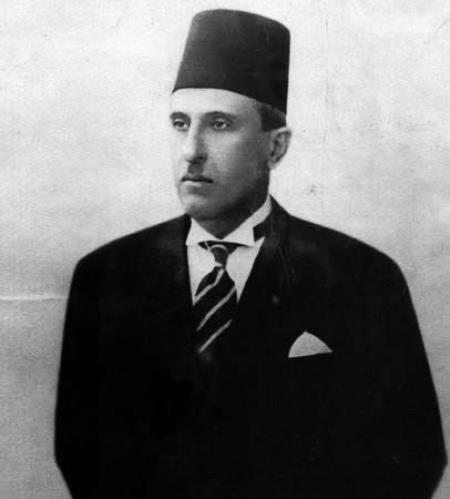
Schukri al-Quwatli 1943

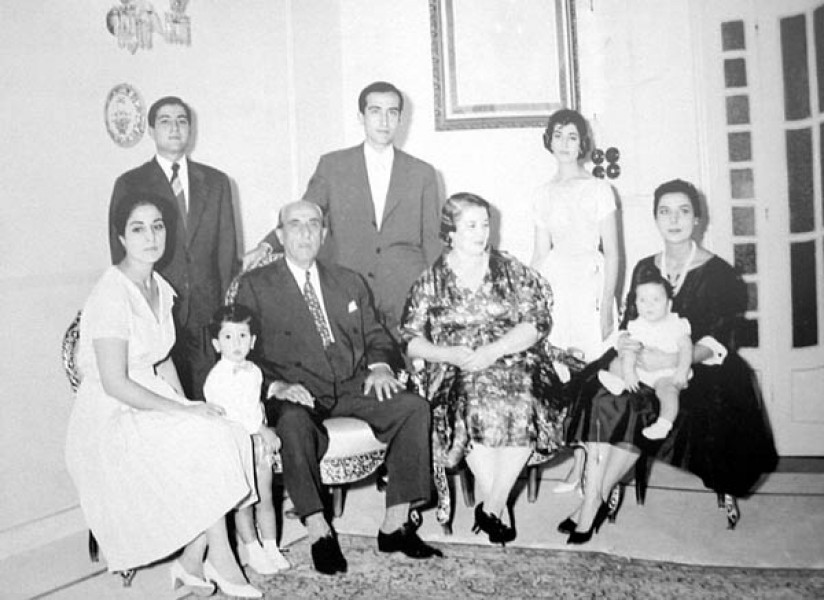
Quwatli 1966 mit Familie

Schukri Bey al-Quwatli (arabisch شكري القوتلي, DMG Šukrī al-Quwatlī, auch Quwatlie und al-Kuwatli, französisch Choukri al-Kouatli, englisch Shukri El-Kouatli; * 21. Oktober 1891 in Damaskus, Vilâyet Syrien; † 30. Juni 1967 in Beirut, Libanon) war ein syrischer Politiker und Staatspräsident der Syrischen Republik von 1943 bis 1949 sowie von 1955 bis 1958.

## Leben
Schukri al-Quwatli erhielt in Konstantinopel eine Hochschulausbildung zum Staatsbeamten. Der Sohn einer reichen arabischen Familie trat seinen Dienst in der osmanischen Verwaltung in Damaskus an. Er betätigte sich früh als Aktivist des arabischen Nationalismus. Schon im Osmanischen Reich war Quwatli in einer führenden Rolle in der syrischen Untergrundorganisation al-Fatat tätig und wurde dafür 1916 inhaftiert. Nach dem Ersten Weltkrieg diente er als Assistent des Gouverneurs von Damaskus im kurzlebigen Königreich Syrien unter König Faisal I. Aufgrund des Sykes-Picot-Abkommens erhielt Frankreich jedoch auf der Sanremo-Konferenz im April 1920 das Völkerbundmandat für Syrien und Libanon. Faisal I. wurde daraufhin durch die Franzosen vertrieben, Quwatli wurde zum Tode verurteilt und floh ins Exil nach zunächst Ägypten, später nach Deutschland.
1922 wurde er Gründungsmitglied des Syrisch-Palästinensischen Kongresses, einer Exilantenorganisation arabischer Nationalisten, die sich für die Wiederherstellung eines arabischen Königreichs unter haschemitischer Führung einsetzte. Quwatli übernahm dabei Aufgaben als Funktionär und Geldbeschaffer. Während der Aufstände in Syrien ab 1925 versuchte Quwatli die Aufständischen als Exilant zu unterstützen. Als der Rebellenführer im Land Sultan al-Atrasch 1927 aufgrund der militärisch aussichtslosen Lage die Kämpfe einstellen ließ, warf ihm Quwatli Feigheit vor und forderte eine Fortführung des bewaffneten Widerstands. Er überwarf sich mit dieser Position auch mit dem pro-haschimitischen Syrisch-Palästinensischen Kongress und fand im saudischen König Abd al-Aziz ibn Saud einen neuen politischen Unterstützer.
Quwatli war seit den 1930er Jahren Mitglied des Nationalen Blocks, einer anti-französischen Koalition von arabischen Parteien in Syrien, und stieg innerhalb dieser Organisation schnell auf. Sein wichtigstes Ziel war die Loslösung von Frankreich. Nachdem Frankreich 1940 von deutschen Truppen besetzt worden war und die französische Mandatsverwaltung sich auf die Seite des Vichy-Regimes unter Marschall Philippe Pétain geschlagen hatte, kam Quwatlis den Achsenmächten zugeneigte Politik den Vichy-Behörden entgegen. Er leitete in Damaskus im Lauf des Putsches von Raschid Ali al-Gailani im Irak ein syrisches Komitee, das zu dessen Unterstützung Mittel sammelte. Britische Truppen marschierten mit freifranzösischer Unterstützung im Juli 1941 im Syrisch-Libanesischen Feldzug in Syrien ein. Quwatli floh, änderte aber bald seinen Standpunkt und konnte die britischen Behörden davon überzeugen, dass er der Mann sei, mit dem sie vorankommen würden. Mit anderen leitete er den Umbau des Nationalen Blocks in die Nationalpartei, seine Koalition gewann die Wahl von 1943 und er wurde im selben Jahr erstmals Staatspräsident.
Im Auftrag Charles de Gaulles wurde das Völkerbundsmandat für beendet und Syrien für unabhängig erklärt. Frankreich war jedoch immer noch militärisch präsent, was zu antifranzösischen Demonstrationen führte und in einer französischen Bombardierung von Damaskus gipfelte. Nachdem der britische Premierminister Winston Churchill mit der Entsendung von Truppen drohte und die Vereinten Nationen Frankreich zum Rückzug aufforderten, lenkte Frankreich ein: am 15. April 1946 verließen die letzten Truppen das Land. Nach einer Verfassungsänderung 1947 wurde Quwatli ein Jahr später im Amt bestätigt.

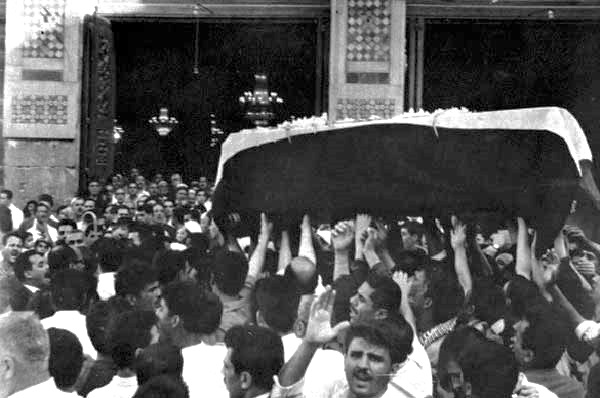
Quwatlis Beerdigungsprozession

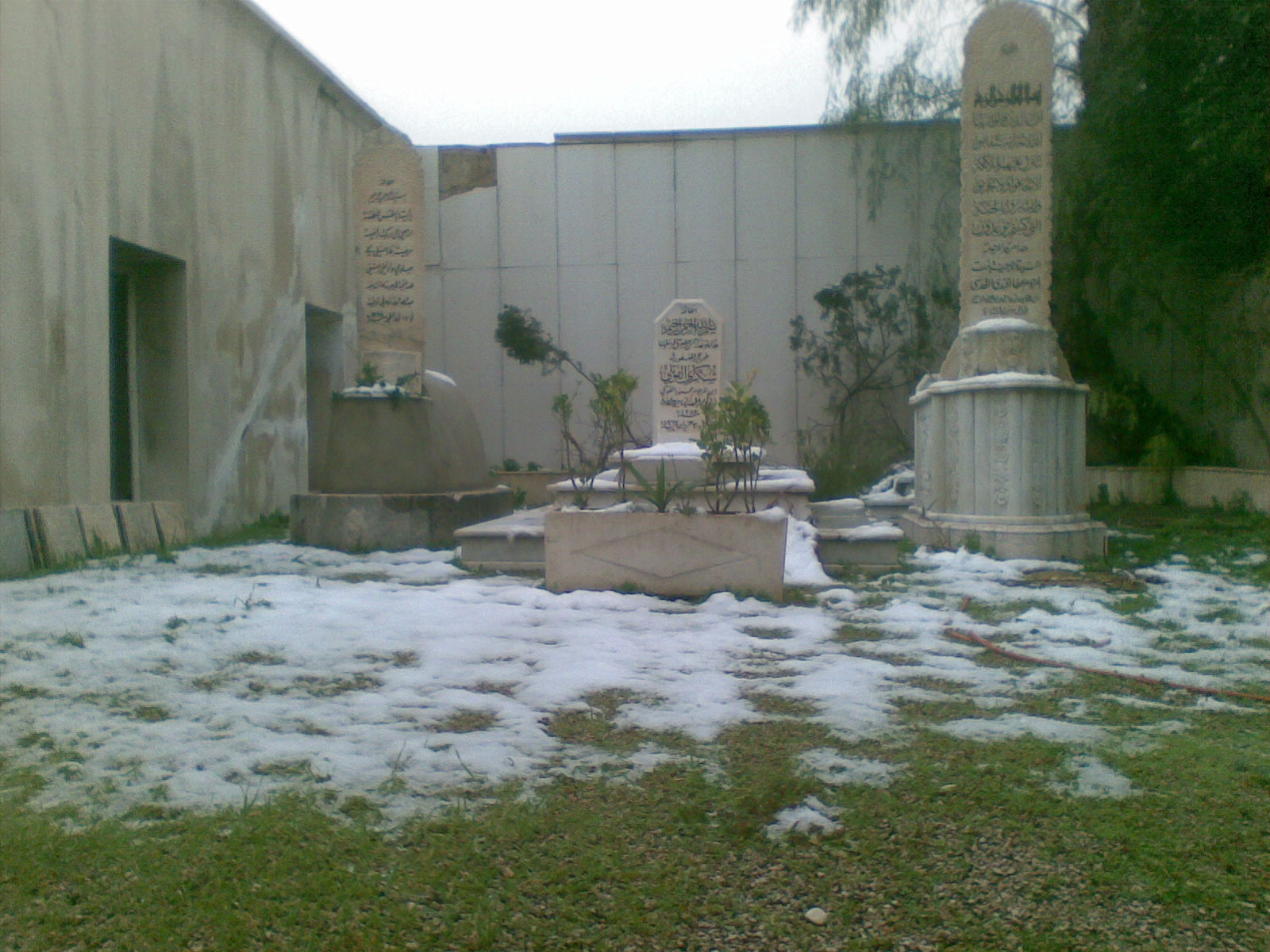
Grab von Quwatli im Bab-al-Saghir-Friedhof

Nach der vernichtenden Niederlage im arabisch-israelischen Krieg 1948 wuchs die Unzufriedenheit mit der Politik Quwatlis. Infolge politischer Instabilität und Regierungskrisen wurde die Regierung Quwatli im März 1949 durch einen Militärputsch unter Führung von Husni az-Za'im gestürzt. Quwatli ging nach kurzer Inhaftierung erneut ins ägyptische Exil. In dieser Zeit war das politische System Syriens extrem instabil. Im August sowie im Dezember 1949 gab es wiederum Militärcoups in Damaskus. Aus dem Exil übte Quwatli weiterhin politischen Einfluss aus. Als die Volkspartei erwog, das Ergebnis einer bevorstehenden Parlamentswahl als Referendum über eine Vereinigung mit dem Irak betrachten zu wollen, genügte im September 1950 ein Aufruf Quwatlis und die Agitation des vor Ort anwesenden Sabri al-Asali zur Auslösung eines Streiks im Basar von Damaskus, Demonstrationen und Massenkundgebungen.
1954 freundete sich Quwatli im Exil mit dem Panarabisten Gamal Abdel Nasser an. Er kehrte 1955 nach Syrien zurück und gewann in einer freien Wahl gegen seinen ehemaligen Premierminister Chalid al-Azm. Quwatli verfolgte in seiner zweiten Amtszeit eine Außenpolitik im Geiste des arabischen Nationalismus und näherte sich Ägypten und der Sowjetunion an. Im Lauf der Suezkrise brach Quwatli die diplomatischen Beziehungen mit Großbritannien und Frankreich ab und schloss ein Militärabkommen mit der Sowjetunion. Innenpolitisch stützte er sich auf die Loyalität des Geheimdienstchefs Abdelhamid Sarradsch und des Generalstabschefs Afif al-Bizreh sowie auf die Popularität und die Unterstützung Nassers. Quwatli orchestrierte die Vereinigte Arabische Republik 1958 und zog sich daraufhin aus der aktiven Politik zurück. Er blieb jedoch in öffentlichen Äußerungen in Syrien präsent und kritisierte die Union und die ägyptische Führung zusehends. Insbesondere die von ägyptischer Seite durchgesetzten Landreformen, die mit Enteignungen einhergingen, lehnte Quwatli ab. Ebenso kritisierte er die Zensur der Medien und die Abschaffung aller politischen Parteien. Als im September 1961 ein Militärputsch in Syrien der Vereinigten Arabischen Republik ein Ende machte, unterstützte Quwatli den Umsturz. Er wurde von den Putschisten als Präsidentschaftskandidat diskutiert, aufgrund seines Alters wurde die Idee jedoch fallen gelassen. Nach dem Militärputsch der Baathpartei 1963 floh er ins Exil nach Beirut. Er starb zwanzig Tage nach dem Sechstagekrieg am 30. Juni 1967. Auf Drängen des saudischen Monarchen erhielt er in Damaskus ein Staatsbegräbnis.